# Anthophora nigriceps
Anthophora nigriceps är en biart som beskrevs av Morawitz 1886. Anthophora nigriceps ingår i släktet pälsbin, och familjen långtungebin. Inga underarter finns listade i Catalogue of Life.

## Bildgalleri

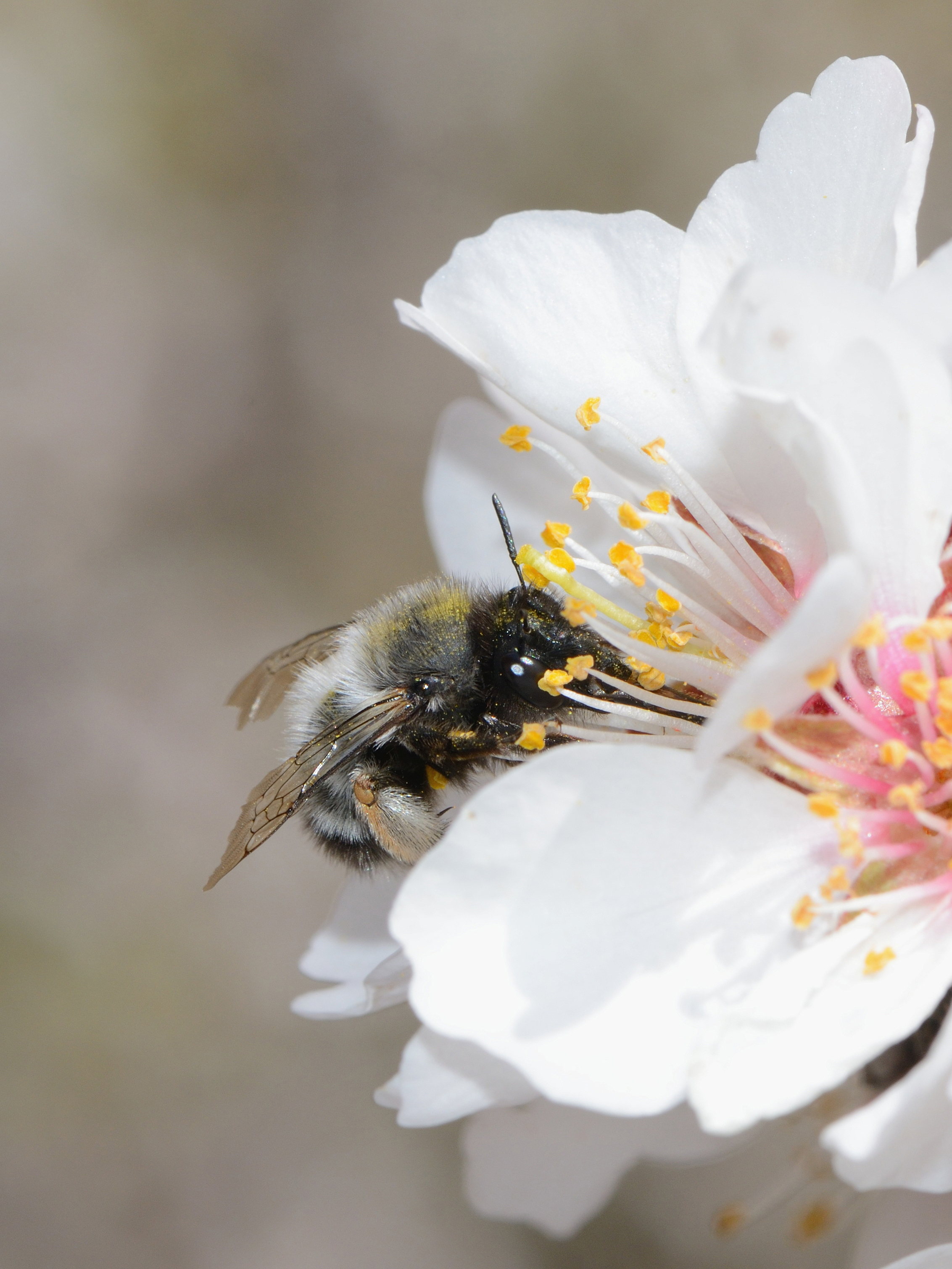
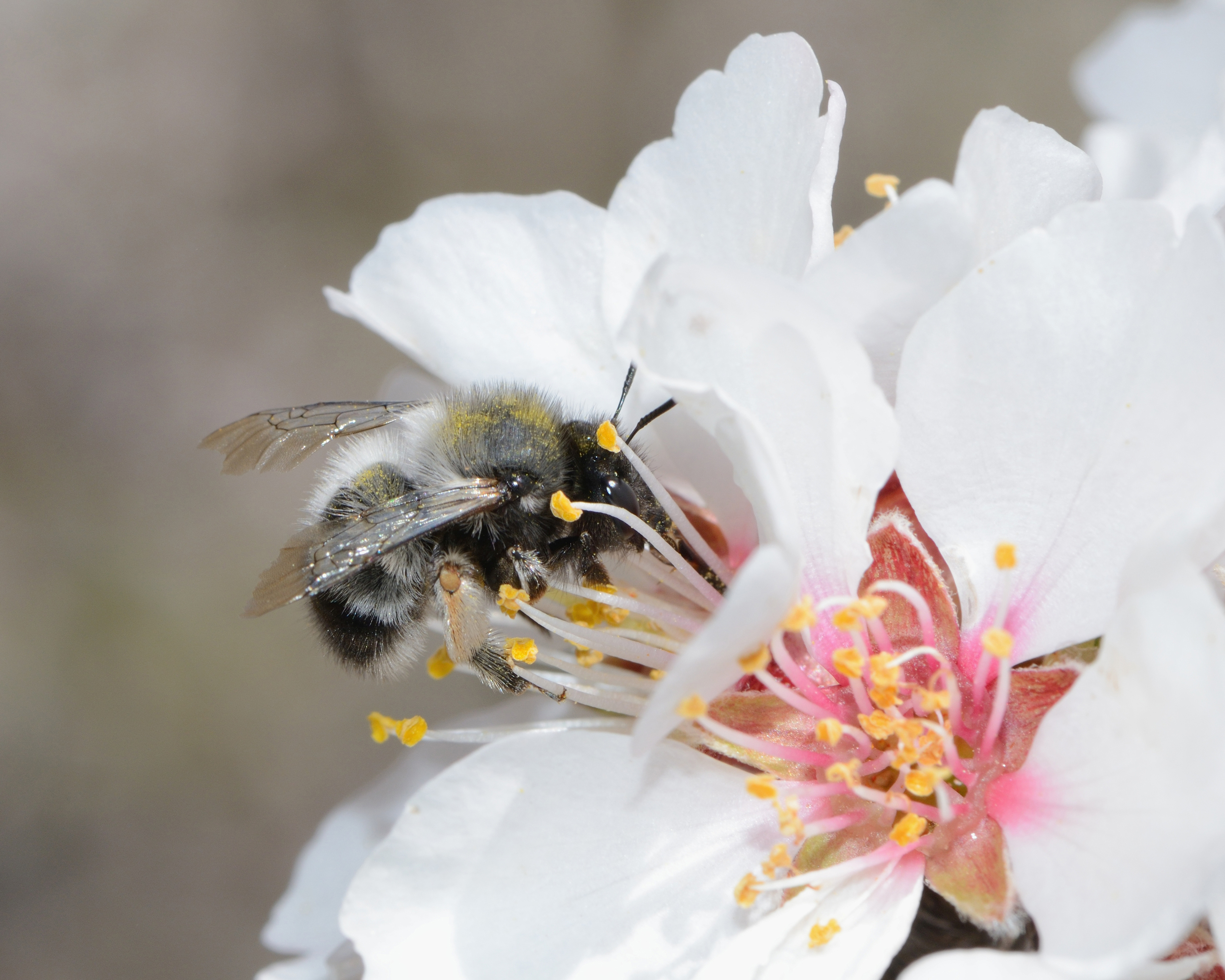
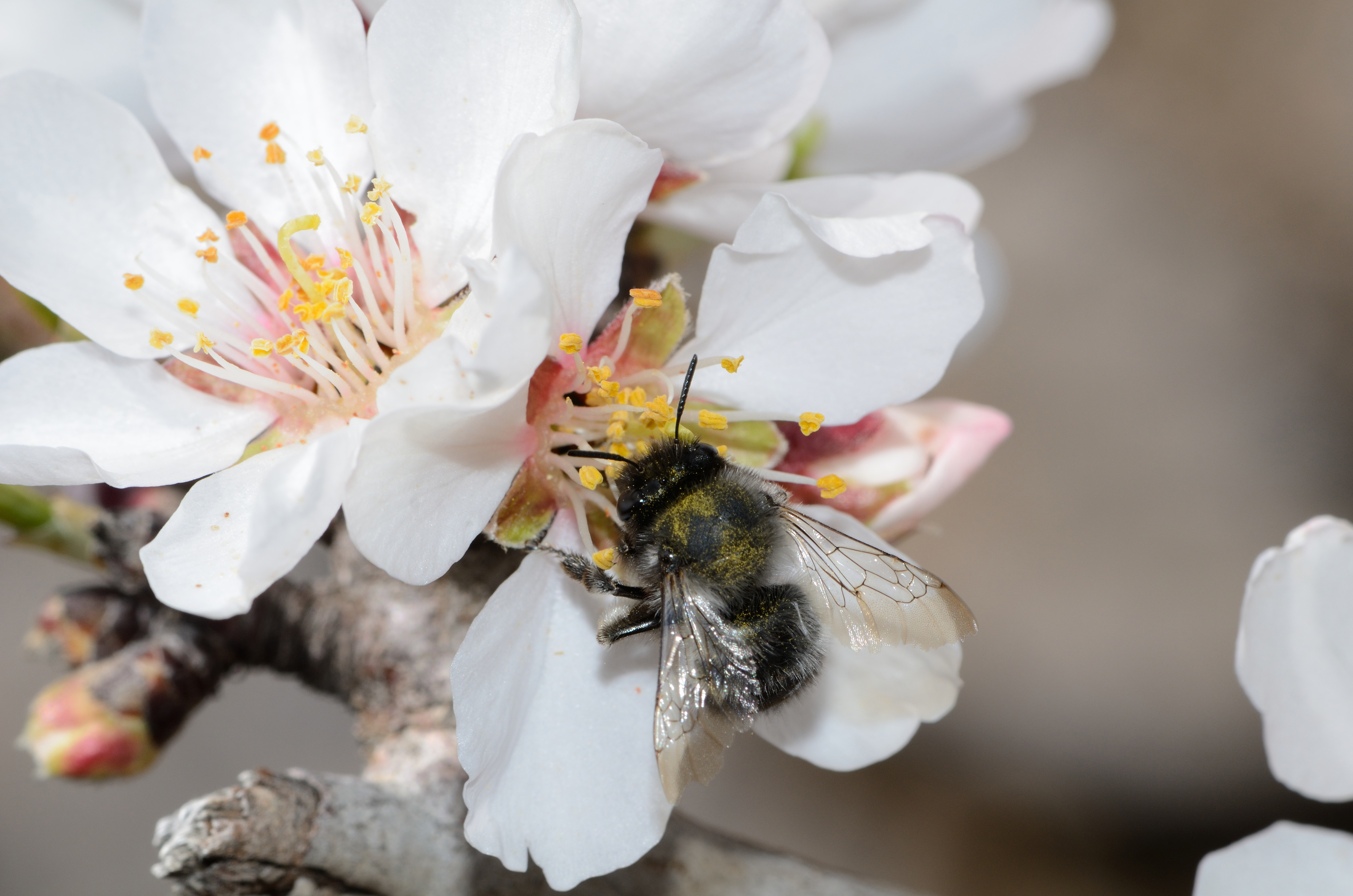
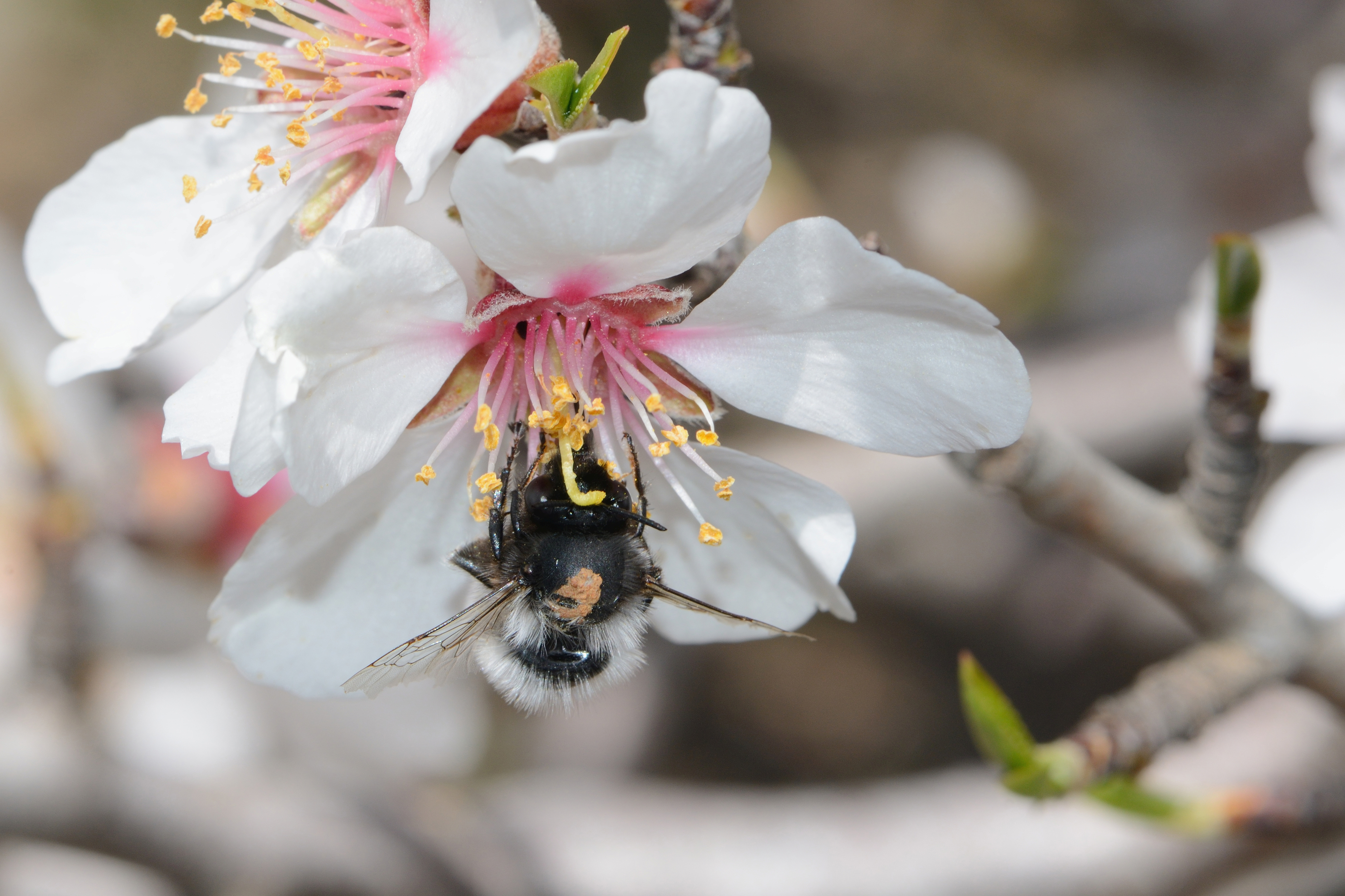
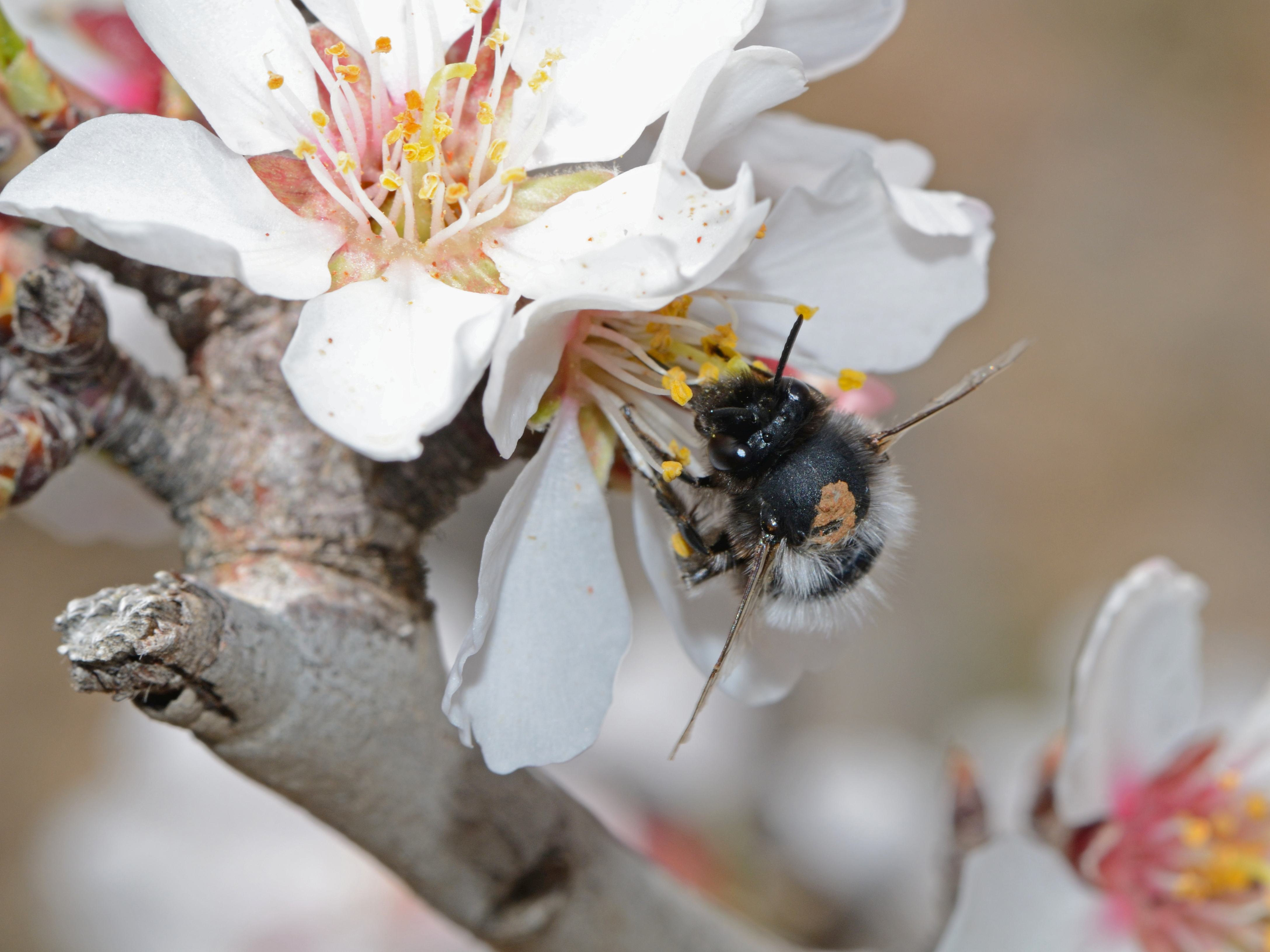